# Conselho Túrquico
Baghdad Amreyev, diplomata cazaque enquanto Secretário-Geral da organização.
A Organização dos Estados Túrquicos (anteriormente Conselho de Cooperação dos Estados de Língua Túrquica ou simplesmente Conselho Túrquico) é uma organização internacional fundada em 3 de outubro de 2009 em Naquichevão, que compreende alguns países que entre si, compartilham o uso majoritário de línguas túrquicas por parte de suas respectivas populações. É uma organização intergovernamental cujo objetivo geral é promover uma cooperação abrangente entre esses Estados. A ideia de estabelecer este conselho cooperativo foi apresentada pela primeira vez pelo presidente do Cazaquistão, Nursultan Nazarbaev, em 2006.
A secretaria-geral do conselho está localizada em Istambul, na Turquia. Os países membros são Azerbaijão, Cazaquistão, Quirguistão, Turquia e Uzbequistão. O Turcomenistão não é atualmente um membro oficial do conselho devido ao seu status neutro; no entanto, por omissão de sua herança turca, é um possível futuro membro do conselho.

## História
O conselho foi estabelecido oficialmente em 3 de outubro de 2009, pelo Acordo de Naquichevão assinado entre Azerbaijão, Cazaquistão, Quirguistão e Turquia. De acordo com Halil Akıncı, o secretário-geral da organização "o Conselho Túrquico tornou-se a primeira aliança voluntária de Estados túrquicos da história".
Em 2012, a atual bandeira do Conselho Túrquico foi adotada.
Em 30 de abril de 2018, foi anunciado que o Uzbequistão ingressaria no conselho e participaria da então próxima cúpula da organização, que se realizaria em Bishkek. O mesmo solicitou adesão formal em 12 de setembro de 2019.
Desde 2018, a Hungria é considerada um Estado observador e, em 2020, a vice-ministra das Relações Exteriores da Ucrânia, Emine Ceppar, declarou que a Ucrânia queria ser também um Estado observador.

## Missões e objetivos
O Preâmbulo do Acordo de Naquichevão reafirma a vontade dos Estados-Membros de aderir aos propósitos e princípios consagrados na Carta das Nações Unidas, e define o objetivo principal do Conselho Túrquico como aprofundar ainda mais a cooperação abrangente entre os Estados de língua túrquica, bem como fazendo contribuições conjuntas para a paz e estabilidade na região e no mundo. Os Estados-Membros confirmaram o seu compromisso com os valores democráticos, os direitos humanos, o Estado de Direito e os princípios da boa governação.
O Acordo de Naquichevão estabelece os principais objetivos e tarefas da organização da seguinte forma:
- Fortalecimento da confiança mútua e da amizade entre as partes;
- Desenvolvimento de posições comuns sobre questões de política externa;
- Coordenar ações de combate ao terrorismo internacional, separatismo, extremismo e crimes transfronteiriços;
- Promover uma cooperação regional e bilateral efetiva em todas as áreas de interesse comum;
- Criação de condições favoráveis para comércio e investimento;
- Visando o crescimento econômico integral e equilibrado, o desenvolvimento social e cultural;
- Expandir a interação nas áreas de ciência, tecnologia, educação, saúde, cultura, esportes e turismo;
- Encorajar a interação da mídia de massa e outros meios de comunicação;
- Promover o intercâmbio de informações jurídicas relevantes e aumentar a cooperação jurídica.